# Vergeoise
Cassonade (Belgique, Suisse, Nouveau-Brunswick et Québec)
Pour les articles homonymes, voir Cassonade.
Ne doit pas être confondu avec le Sucre roux de canne qui est appelé cassonade en France.

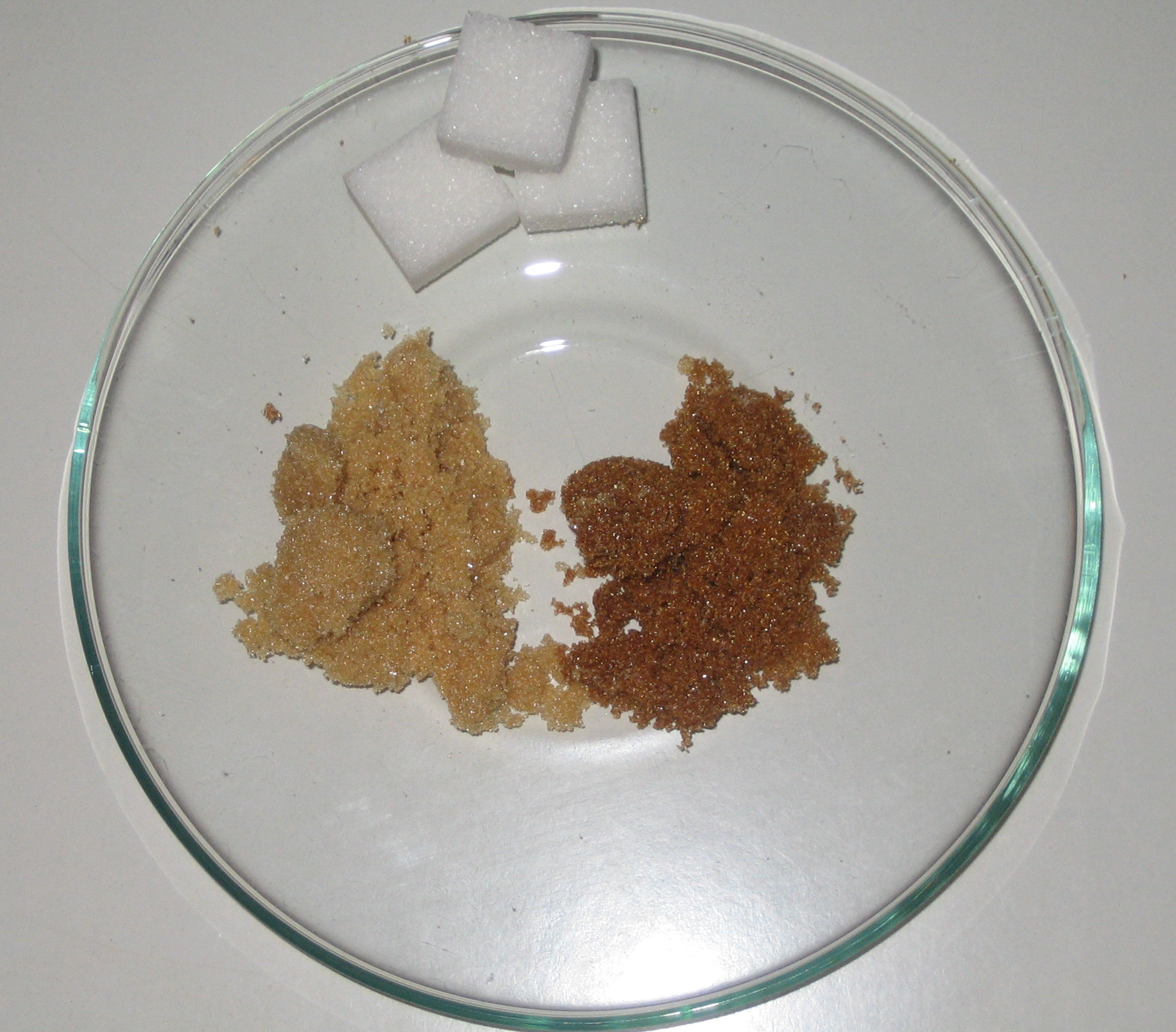
Sucre blanc, vergeoise blonde et vergeoise brune.

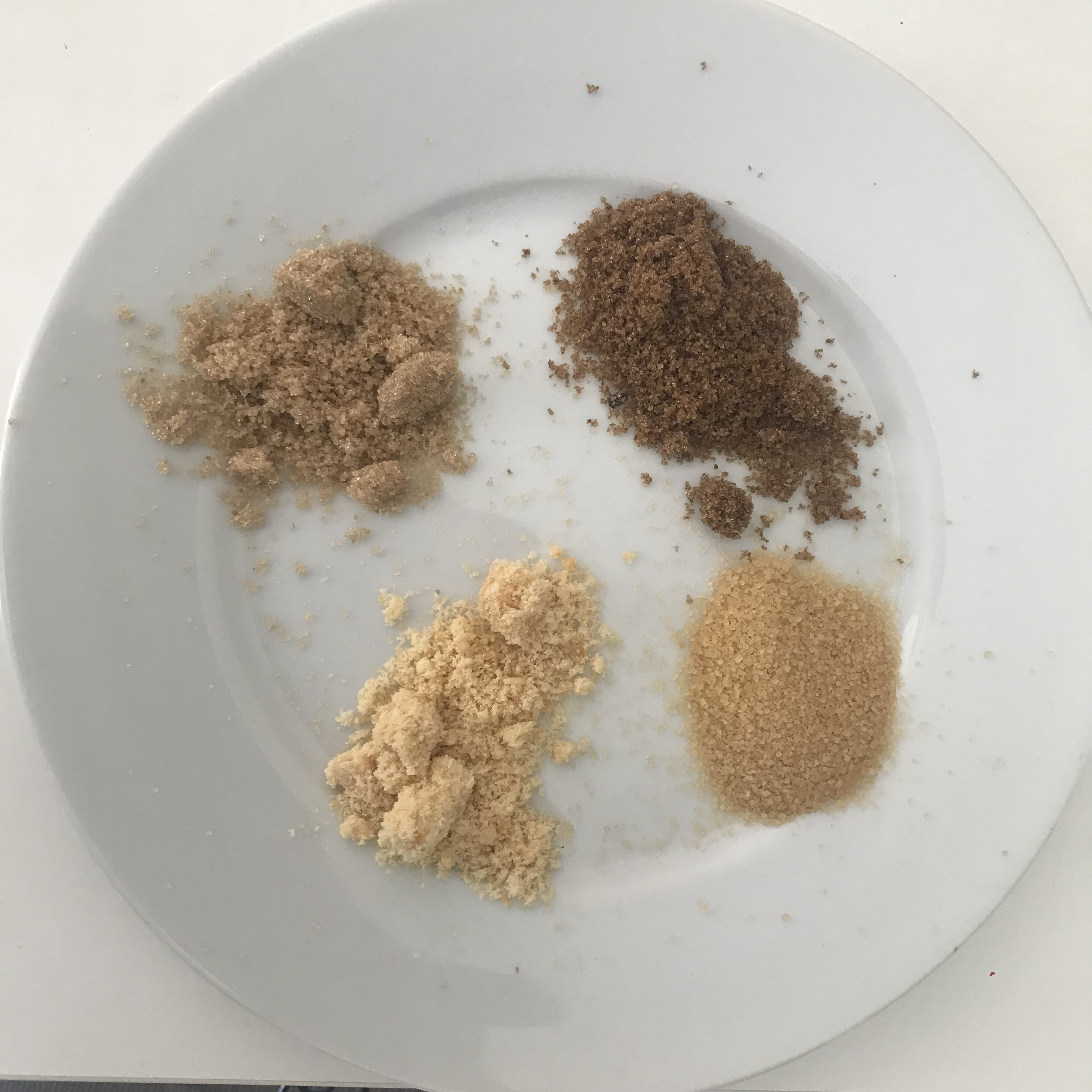
De gauche à droite, de haut en bas : Cassonade Candico blonde, cassonade Candico brune, cassonade Graeffe, sucre roux de canne, c'est-à-dire la cassonade française.

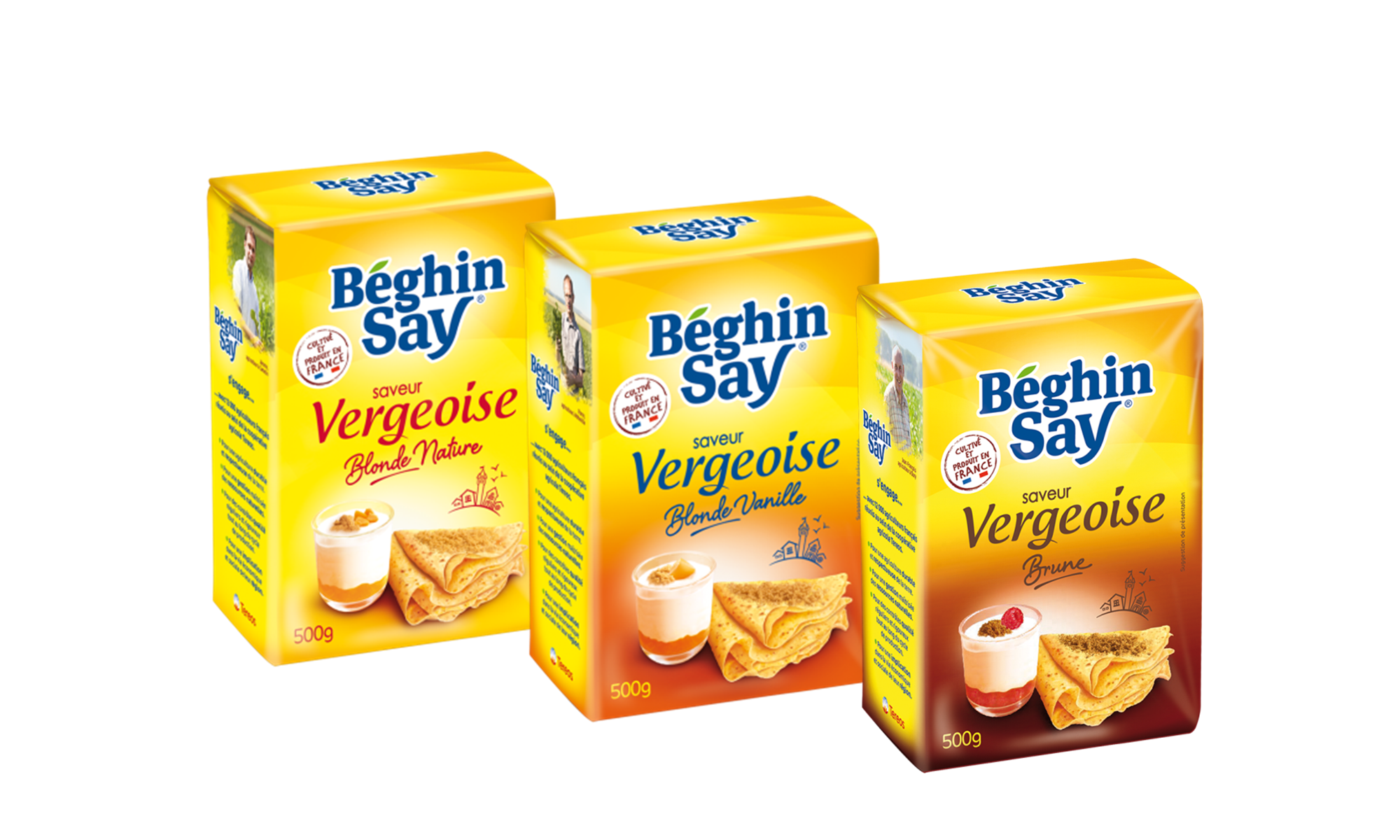
Trois sachets de "saveur vergeoise", un sucre aromatisé pour imiter la vergeoise, de marque Béghin-Say.

La vergeoise, appelée cassonade en Belgique, en Suisse, au Luxembourg, au Nouveau-Brunswick, au Québec et dans le Nord de la France, est un sucre non raffiné provenant généralement du sirop résiduel de la cristallisation du sucre. Il est, par exemple, utilisé pour la préparation des biscuits spéculoos. C'est aussi un ingrédient très courant dans la cuisine des États-Unis, du Canada, et des Caraïbes, notamment dans les desserts.

## Histoire
La cassonade issue de sucre de canne aurait été inventée aux Amériques par des colons hollandais. 
La cassonade issue du sucre de betterave a été inventée par le Belge Charles Graeffe.
Historiquement, la mélasse et la cassonade étaient toutes deux des composants vendus via le commerce triangulaire, et utiles à la fabrication du rhum des Caraïbes et de la canne à sucre aux XVIIe et XVIIIe siècles en Amérique du Nord. L’Amérique coloniale commerçait donc fortement avec les îles de la mer des Caraïbes ; c'est pourquoi c'est un ingrédient très courant dans la cuisine des Caraïbes, des États-Unis et du Canada, l'un des plus anciens éléments de base du garde-manger nord-américain.

## Fabrication
C'est un sucre à consistance moelleuse, coloré et parfumé par les cuissons successives du sirop résiduel issu de l'essorage du sucre de betterave, du sucre de canne ou du sucre candi,. Recuit une fois, le sirop donne de la vergeoise blonde ; deux fois, de la vergeoise brune, plus foncée et à l’arôme plus particulier. Contrairement au sucre blanc cristallisé, le sucre vergeoise peut durcir. Pour empêcher ce phénomène, un anti-agglomérant d'origine végétale (glycérol) est généralement ajouté.
Il existe aussi des produits similaires, comme les produits « saveur vergeoise » en France (cette mention figure sur le paquet), même si la distinction n'est pas toujours faite dans les autres pays. Ils sont composés d'un mélange de sucre et sucre inverti (pour le moelleux), coloré au caramel ou à la mélasse pour obtenir un aspect de vergeoise blonde ou brune.
La définition peut varier suivant les pays de production :
- pour la Belgique : « produit non raffiné extrait du suc ou jus de plantes et constitué principalement de sucres[8] » ;
- pour la France : « produits inférieurs à l'état solide provenant du raffinage du sucre de betterave ou de canne[9] ».

Particulièrement appréciée aux Pays-Bas et en Belgique,, la cassonade est l’ingrédient phare des crêpes ainsi que des spécialités de la pâtisserie belge et du Nord de la France : tarte au sucre, spéculoos, flan à la flamande, et gaufres… Elle est également utilisée pour fourrer les gaufres lilloises.

## Production dans le monde

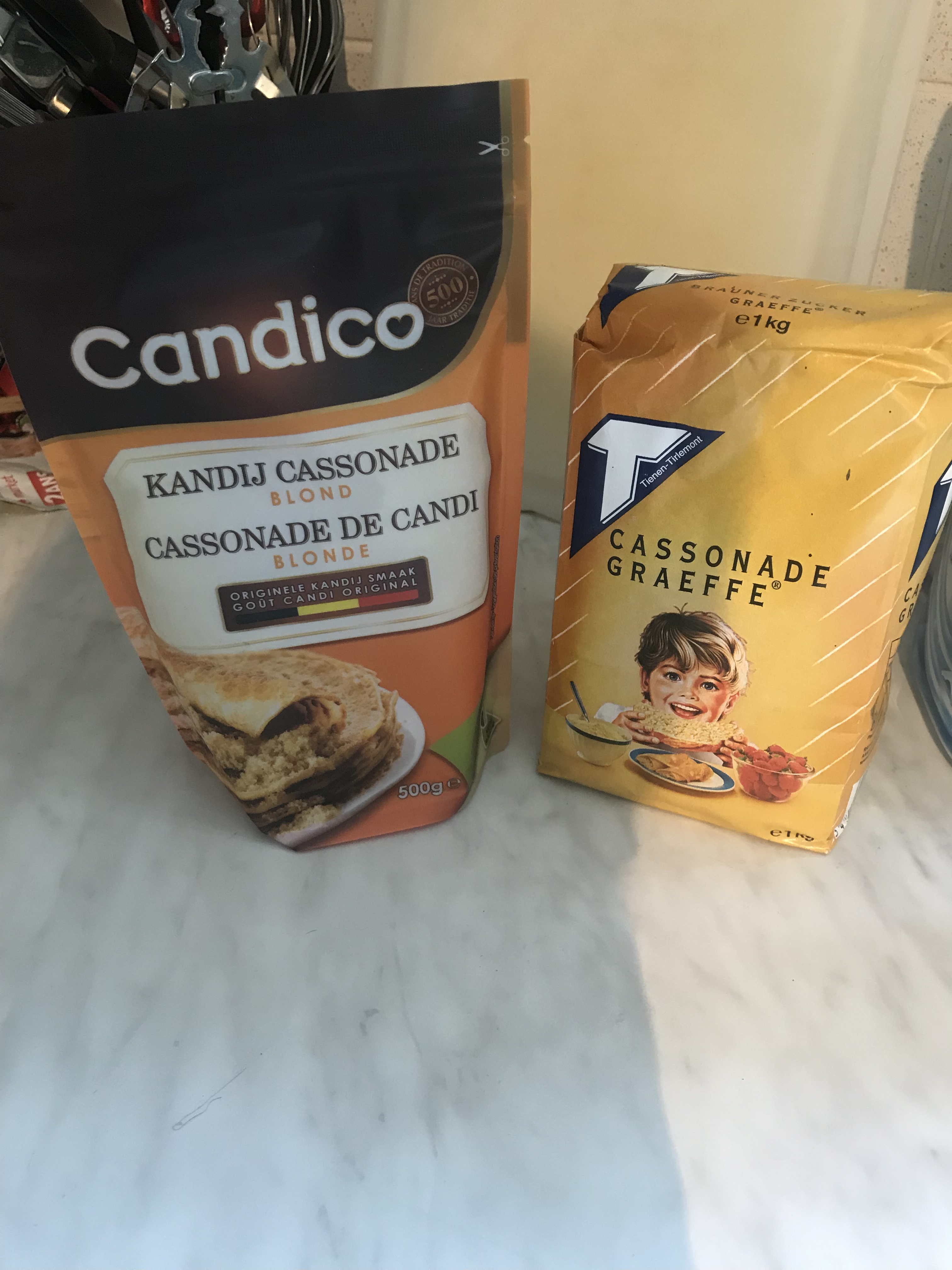
Cassonade Graeffe et cassonade Candico Blonde.

En France, la vergeoise est fabriquée depuis plus de 150 ans à Thumeries à partir de sirop de betterave.
En Belgique, les exemples typiques de la cassonade sont actuellement produites par la raffinerie tirlemontoise :
- la cassonade Graeffe (dénommée « sucre roux Graeffe » en France), à partir d'un mélange de sirop de betterave et de mélasse, est fabriquée depuis 1859 ;
- la cassonade Candico[14], à partir du sirop de candi, déclinée en blonde et en brune.

Aux États-Unis, la marque Domino, avec ses raffineries de sucre à Brooklyn et Baltimore, propose depuis la fin du XIXe siècle du sucre vergeoise blonde ou brune.

## Recettes utilisant la Vergeoise ou Cassonade
- Tarte au sucre
- Spéculoos
- Carbonade flamande
- Pain perdu
- Pain beurré saupoudré de vergeoise et passé sur le gril[2]
- Pâtes à la cassonade
- Cookie
- Nanaïmo
- Cobbler, particulièrement le cobbler aux pêches du Vieux Sud
- Tarte aux pommes (recette du Canada et États-Unis)
- Bananes Foster, une spécialité de La Nouvelle-Orléans
- Black cake, Un gâteau aux fruits très riche de Trinidad et de la Jamaïque mangé pour Noël
- Biscuit de pain d'épice, un parent au lebkuchen allemand
- Gâteau au chocolat German (quelques variantes)

- Gaufrette à la Hue[15]

- Crème brûlée

- Rhum arrangé, ou rhum planteur ou Ti' punch